# Semiothisa wehrliaria
Semiothisa wehrliaria là một loài bướm đêm trong họ Geometridae.